# Art nouveau à Tournai
Tournai est une ville de Belgique comptant de nombreuses réalisations de style Art nouveau.

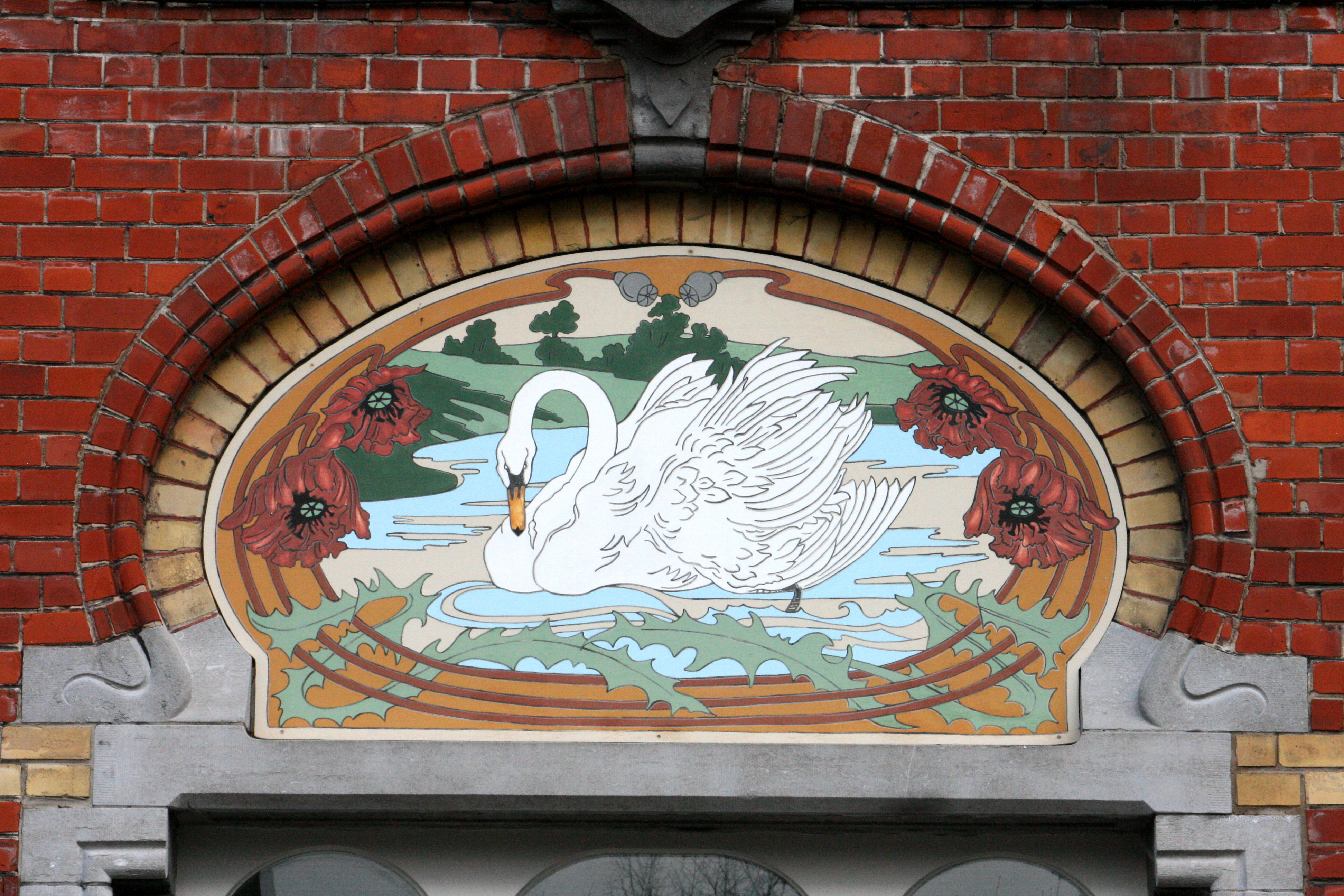
Détail d'un sgraffite, avenue Van Cutsem, 19

## Localisation
La plupart des immeubles construits dans le style Art nouveau se situent dans le quartier de la gare sur les boulevards courant le long de la voie ferrée ou sur les artères et places voisines, plus paisibles et arborées.

## Historique

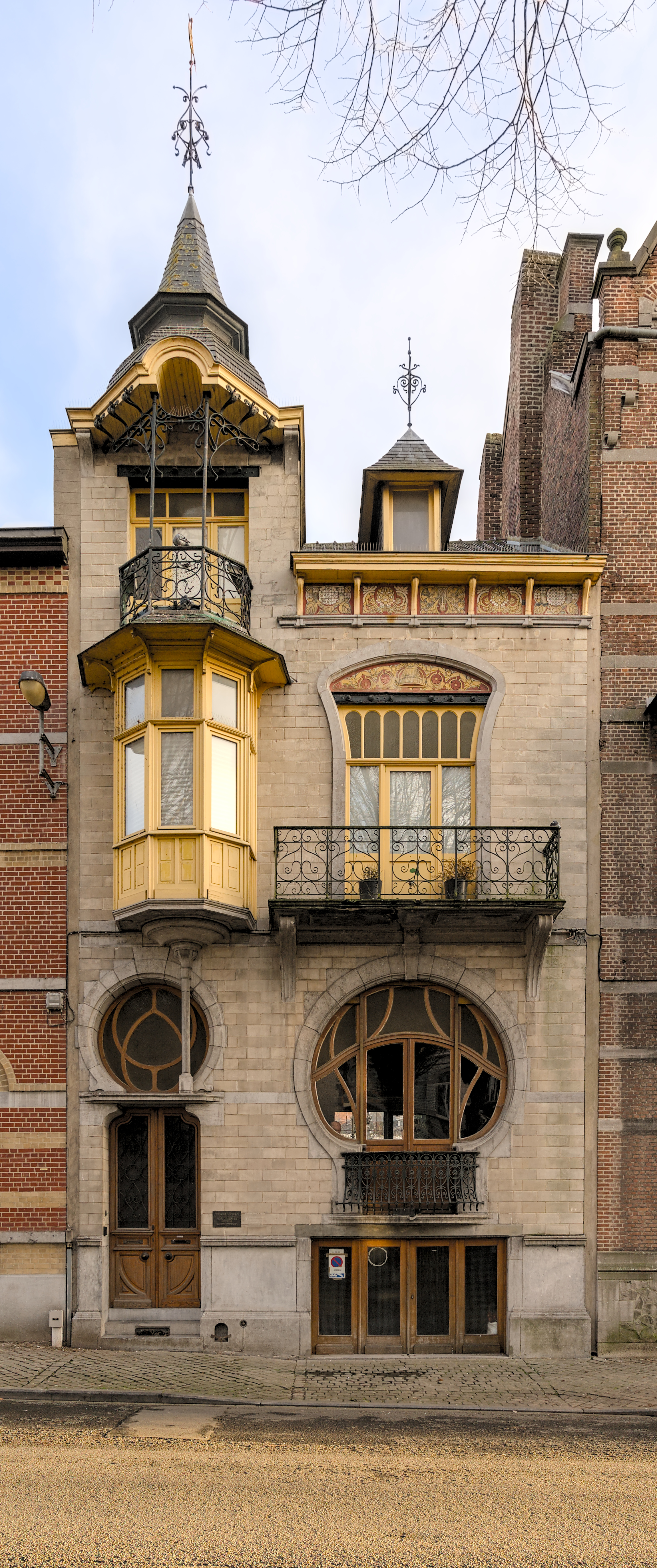
Tournai, place Victor Carbonnelle, 5 (Georges De Poore, 1903)

L'Art nouveau tournaisien est principalement une architecture de style "Art nouveau floral" car il a été fortement influencé par les célèbres architectes bruxellois Victor Horta qui participa à l'édification d'un monument et d'une statue et surtout Gustave Strauven qui construisit trois immeubles sur l'avenue Van Cutsem et au coin de celle-ci avec la rue des Volontaires. Il faut aussi épingler l'architecte Georges De Porre qui réalisa en 1903 une façade très harmonieuse au n° 5 de la place Victor Carbonnelle.
Par ailleurs, il faut aussi noter que Victor Horta réalisa entre 1921 et 1925 le Musée des Beaux-Arts de Tournai dans un style rappelant quelque peu l'Art nouveau cher au maître bruxellois.

## Liste des principales réalisations Art nouveau à Tournai

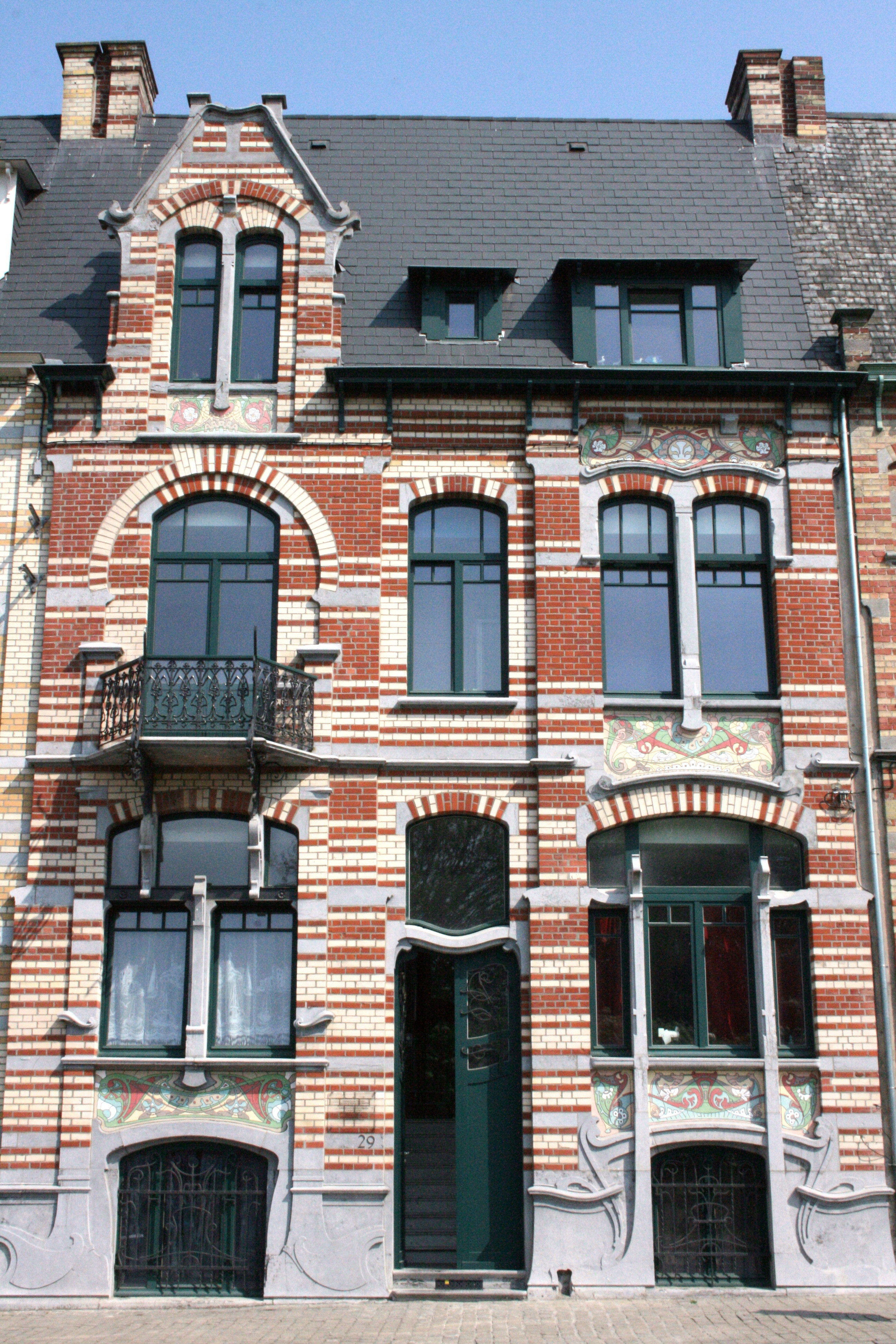
Avenue Van Cutsem, 29 (Gustave Strauven, 1904)

Liste non exhaustive de maisons de style Art nouveau ou en comportant certains éléments.
- place Victor Carbonnelle, 5, Georges De Porre, 1903
- place Victor Carbonnelle, 6
- place Victor Carbonnelle, 10 (sgraffites)
- place Victor Carbonnelle, 12 (sgraffites)
- avenue Van Cutsem, 17/18/19 (sgraffites)
- avenue Van Cutsem, 27, Gustave Strauven, 1904
- avenue Van Cutsem, 28B
- avenue Van Cutsem, 29, Gustave Strauven, 1904
- rue des Volontaires, 2, Gustave Strauven
- boulevard des Déportés, 30/32 et 34/36 (sgraffites), 1907
- boulevard des Nerviens, 24 (devanture de magasin)

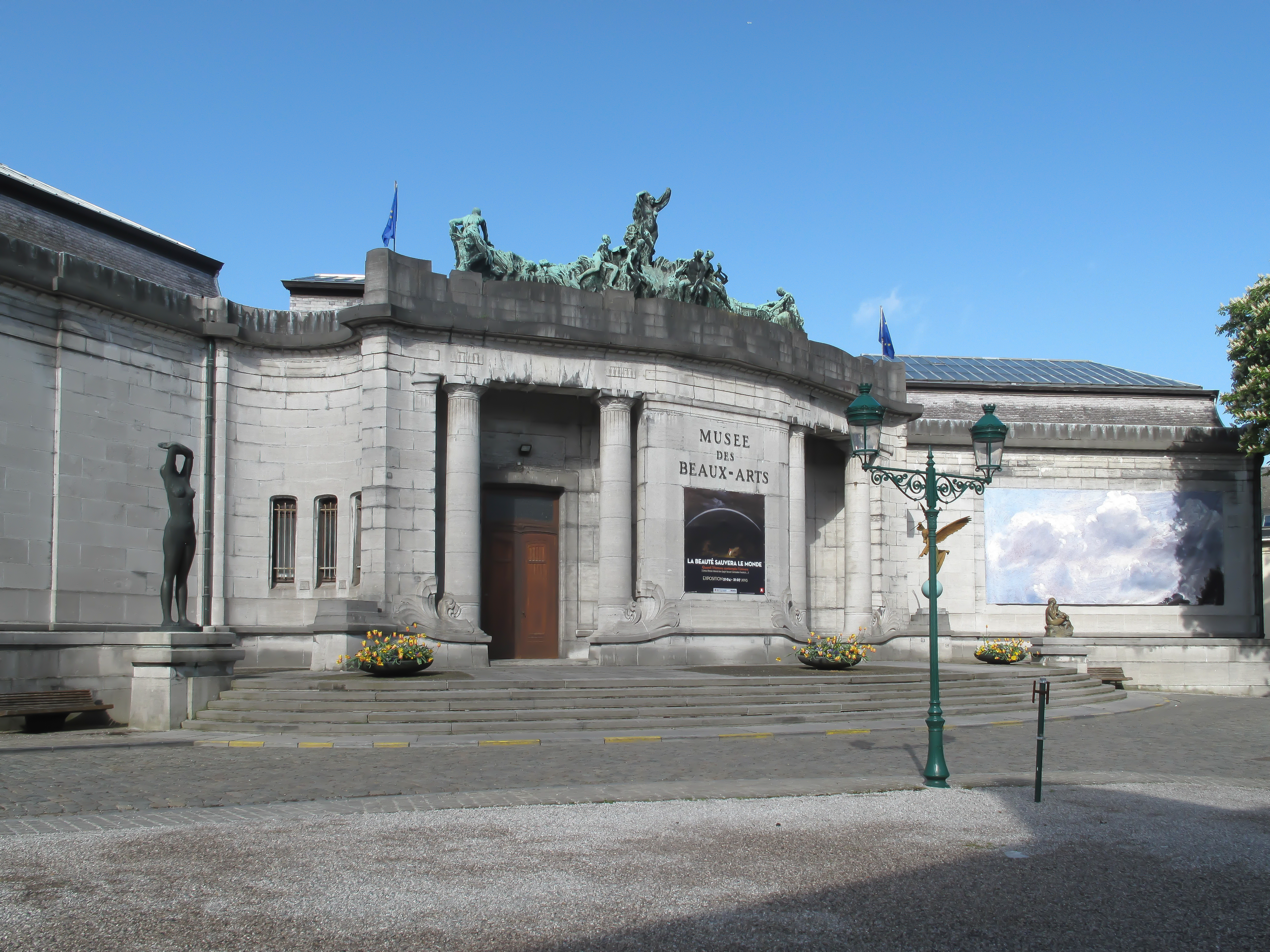
Tournai, Musée des beaux-arts, Rue de l'Enclos Saint-Martin, 3 (Victor Horta, 1925)

- avenue des Frères Haeghe, 25
- Tournai, Musée des beaux-arts , Rue de l'Enclos Saint-Martin, 3 (Victor Horta, 1925)avenue des Frères Haeghe, 29
- avenue des Frères Haeghe, 30 (sgraffites)
- boulevard du Roi Albert, 128
- parc communal, socle de la statue de Louis Gallait, Victor Horta
- place Crombez, monument à Jules Bara, Victor Horta et Guillaume Charlier, 1902